# Tournoi de Hong Kong de rugby à sept
Ne doit pas être confondu avec Tournoi féminin de Hong Kong de rugby à sept.
Le Tournoi de Hong Kong de rugby à sept (chinois : 香港國際七人欖球賽), connu également par son nom anglais de Hong Kong Sevens, est un tournoi de rugby à sept organisé annuellement à Hong Kong. Le tournoi est créé en 1976 et devient l'étape la plus importante des World Sevens Series à partir de 2000. Les tournois se disputent au Hong Kong Stadium depuis 1982 et au Kai Tak Sports Park à partir de 2025.
Le tournoi accueille deux fois la coupe du monde de rugby à sept, en 1997 et en 2005 pour deux victoires des Fidji qui est également l'équipe la plus titrée, avec 19 victoires. Dans le cadre des World Sevens Series, les fidjiens devancent la Nouvelle-Zélande et l'Angleterre au nombre de victoires avec 9 succès contre 5 aux néo-zélandais et 4 titres anglais.
Les Fidji détiennent aussi le record de victoires consécutives avec cinq titres.
Le tournoi se déroulant sur trois jours est réputé pour son ambiance et pour son « south stand ».

## Historique

### Les débuts (1976-1999)
Le tournoi fut créé en 1976 sur une idée de Ian Gow et Tokkie Smith. Le choix d'un tournoi d'équipes à sept plutôt que des équipes à quinze est une question de logistique car il est plus simple de faire déplacer des équipes réduites. À l'origine le tournoi était ouvert aux pays de la zone Asie - Pacifique avant de s'ouvrir au reste du monde. Le nombre d'équipes invitées était de 8 jusqu'en 1978, 16 jusqu'en 1981, 20 jusqu'en 1984, 24 à 28 depuis.
La deuxième édition de la coupe du monde de rugby à sept se déroule en 1997 en tant que tournoi de Hong Kong. Vingt-quatre-équipes participent au tournoi et se qualifient grâce à des tournois de qualifications se tenant dans les villes de Dubaï (Émirats arabes unis), Lisbonne (Portugal) et Punta del Este (Uruguay). Les deux finalistes de l'édition précédente (Angleterre et Australie) sont automatiquement qualifiés ainsi que le pays hôte, Hong Kong. Huit poules de trois équipes sont constituées et les huit vainqueurs se qualifient pour les quarts de finale de la Melrose Cup. La compétition est remportée par les Fidji qui battent en finale l'Afrique du Sud sur le score de 24 à 21 après s'être défait des Samoa en quart de finale (38-14), eux-mêmes tombeurs des champions en titre anglais en quart de finale (21-15). Le capitaine fidjien, Waisale Serevi termine meilleur marqueur de la compétition (117 points) et tient sa promesse de ramener le trophée aux Fidji.

### World Sevens Series
C'est une étape des IRB Sevens World Series depuis la première saison de la compétition en 1999-2000. Jusqu'à la saison 2010-2011, le tournoi de Hong Kong se dispute à 24 équipes, contre 16 pour les autres étapes. L'équipe remportant le Hong Kong Sevens gagne alors plus de points qu'une victoire sur un autre tournoi. Le tournoi passe par des huitièmes de finale.
Le tournoi est d'abord dominé par l'Angleterre qui remporte le titre quatre fois entre 2002 et 2006. 
Hong Kong accueille pour la seconde fois la Coupe du Monde en 2005. Les huit précédents quarts de finaliste sont automatiquement qualifiés ainsi que le pays hôte, le tenant du titre étant la Nouvelle-Zélande. Les deux équipes terminant en tête des quatre poules de six équipes sont qualifiées pour les quarts de finale. L'Australie se qualifie en demi finale en battant l'Afrique du Sud (15-14) et l'équipe des Fidji se qualifie en finale en se défaisant de l'Angleterre dans le temps additionnel après avoir concédé le nul dans le temps réglementaire (19-19). Les fidjiens retrouvent en finale les néo-zélandais qu'ils défont sur le score de 29 à 19, remportant pour la seconde fois la Coupe du Monde à Hong Kong.
À partir de l'édition 2012, le tournoi de Hong Kong est composé de deux compétitions distinctes : le tournoi principal avec 16 équipes et le tournoi de qualification, avec 12 équipes, où le vainqueur gagne son statut d'équipe permanente pour la saison suivante des World Series. Le Japon est la seule équipe à avoir remporté deux fois le tournoi en 2014 et 2016.
Le tournoi est dominé par les Fidji entre 2012 et 2019 qui remportent sept éditions sur huit possibles, dont une série en cours de cinq succès après leurs succès de l'édition 2019.
L'édition 2020, qui devait être marquée par l'organisation conjointe inédite de l'épreuve masculine et féminine, est reportée en raison de la pandémie de Covid-19, puis définitivement annulée. Devant l'évolution de la situation sanitaire, celle de 2021 est quant à elle repoussée au mois de novembre avant d'être annulée. Bien qu'il soit inscrit au calendrier des étapes de l'édition 2022, le tournoi est annulé avant l'ouverture de la saison, en raison des incertitudes liées aux restrictions de voyage ; en compensation, il est prévu que le tournoi d'ouverture de la saison suivante soit joué à Hong Kong, en plus du tournoi traditionnel du mois d'avril.

## Identité visuelle

Évolution du logo
Ancien logo abandonné en 2016.
Logo depuis l'édition 2016.

## Cadre

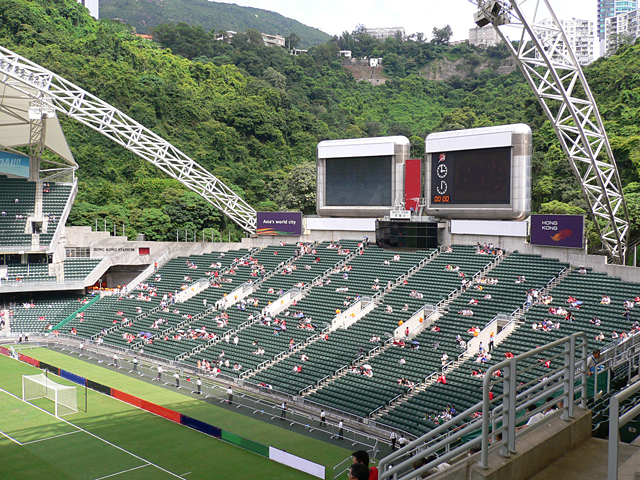
Le south stand du Hong Kong Stadium

### Site
Les six premières éditions du tournoi de Hong Kong se disputent au Hong Kong Football Club Stadium. Pour l'édition 1982, le tournoi se déplace aux Hong Kong Stadium. Situé en plein cœur de Hong Kong, sur l'île principale, près de Causeway Bay, le Hong Kong Stadium possède une capacité de 40 000 places. Le tournoi se dispute dans ce stade depuis l'édition 1982. Depuis, il a été rénové en 1994 et a accueilli les coupes du mondes de rugby à sept 1997 et 2005.

### Ambiance

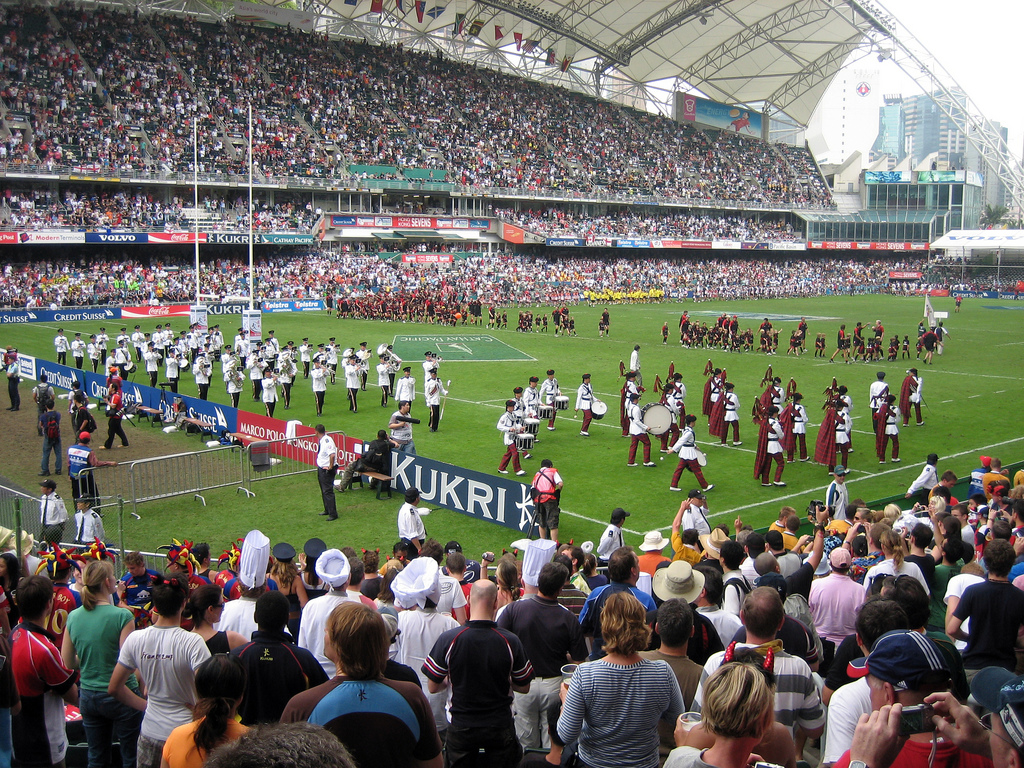
Ambiance depuis les tribunes

Le tournoi de Hong Kong est une des étapes les plus importantes des World Series, de par son histoire, mais également de par l'atmosphère qui règne autour du tournoi. L'international français Paul Albaladejo dit à ce sujet que « c'est le tournoi de l'année ». Le stade est notamment composé de sa tribune sud, « south stand » en anglais, réservé au public majeur et seul endroit où la vente d'alcool, en particulier la bière, est autorisée. Les supporters viennent déguisés, le spectacle est aussi dans les tribunes,. La chanson Sweet Caroline de Neil Diamond est souvent reprise par les supporters.
Le tournoi se dispute à guichets fermés et 120 000 places sont vendues chaque année.

## Réputation
Le tournoi de Hong Kong, un des plus vieux tournois internationaux de rugby à sept, est créé en 1976, trois ans après le premier tournoi organisé lors de la célébration du centenaire de la fédération à Murrayfield en 1973. Dès la création des World Sevens Series en 2000, Hong Kong devient l'étape la plus importante du circuit mondial. Le capitaine des Fidji Osea Kolinisau explique en avril 2017 ce que représente ce tournoi aux Fidji : « Hong Kong est un endroit spécial pour tous les jeunes fidjiens. Nous avons tous grandi en regardant nos idoles qui portaient le maillot blanc. C'est comme un rite de passage : on a l'habitude de dire que si on n'a pas joué à Hong Kong, on n'a pas joué pour les Fidji ».
Le français Paul Albaladejo, l'argentin Santiago Gomez Cora ou encore l'anglais Simon Amor pensent que c'est le plus grand tournoi de rugby à sept au monde.

## Format

### De 2000 à 2011
Le tournoi de Hong Kong possède un statut différent des autres tournois des World Series. 24 équipes disputent le tournoi qui se déroule sur trois jours, du vendredi au dimanche. Les équipes sont réparties en 6 poules de 4 équipes. Les équipes se qualifient en quart de finale de Cup (le tournoi principal) selon le système de meilleurs deuxièmes. En 2010, un changement de format intervient avec la création d'un quatrième trophée, le Shield, le Plate étant disputé par les perdants des quarts de finale de Cup.
Le vainqueur du tournoi remporte 30 points pour le classement des World Series, contre 20 dans les autres étapes.

### Depuis 2012
Le tournoi se déroule toujours sur trois jours et se compose de deux compétitions qui se déroulent simultanément.

#### Tournoi principal
La première compétition se déroule comme les autres étapes des World Sevens Series : 16 équipes dont les 15 équipes permanentes de la saison, plus une équipe invitée. Les équipes sont réparties en 4 poules de 4 équipes et les deux premiers de chaque poule se qualifient pour les quarts de finale de Cup. L'équipe remportant le tournoi gagne 22 points, soit le même nombre que pour une autre étape.

#### Tournoi de qualification
Depuis 2014, le tournoi de qualification, ou qualifier, est disputé par 12 équipes issues de qualifications continentales. Les équipes sont réparties en 3 poules de 4 équipes et les deux premiers plus les deux meilleurs troisièmes se qualifient pour les quarts de finale de Cup. Le vainqueur du tournoi gagne alors le statut d'équipe permanente pour la saison suivante des World Sevens Series.
À partir de 2020, le tournoi qualificatif est remanié et intégré aux Sevens Challenger Series.

## Palmarès

### De 1976 à 1999
Palmarès du tournoi avant la création des World Sevens Series, :
| - 1976 : Canterbury - 1977 : Fidji - 1978 : Fidji - 1979 : Australie - 1980 : Fidji - 1981 : Barbarians - 1982 : Australie - 1983 : Australie - 1984 : Fidji - 1985 : Australie | - 1986 : Nouvelle-Zélande - 1987 : Nouvelle-Zélande - 1988 : Australie - 1989 : Nouvelle-Zélande - 1990 : Fidji - 1991 : Fidji - 1992 : Fidji - 1993 : Samoa - 1994 : Nouvelle-Zélande - 1995 : Nouvelle-Zélande | - 1996 : Nouvelle-Zélande - 1997 : Fidji - 1998 : Fidji - 1999 : Fidji |

### World Sevens Series
| Année     | Stade                        | Cup              | Cup     | Cup              | Plate            | Bowl       | Shield         |
| Année     | Stade                        | Vainqueur        | Score   | Finaliste        | Vainqueur        | Vainqueur  | Vainqueur      |
| --------- | ---------------------------- | ---------------- | ------- | ---------------- | ---------------- | ---------- | -------------- |
| 1999-2000 | Hong Kong Stadium, Hong Kong | Nouvelle-Zélande | 31 - 5  | Fidji            | France           | Irlande    | –              |
| 2000-2001 | Hong Kong Stadium, Hong Kong | Nouvelle-Zélande | 29 – 5  | Fidji            | États-Unis       | Hong Kong  | –              |
| 2001-2002 | Hong Kong Stadium, Hong Kong | Angleterre       | 33 – 20 | Fidji            | Afrique du Sud   | Maroc      | –              |
| 2002-2003 | Hong Kong Stadium, Hong Kong | Angleterre       | 22 – 17 | Nouvelle-Zélande | Canada           | États-Unis | –              |
| 2003-2004 | Hong Kong Stadium, Hong Kong | Angleterre       | 22 – 12 | Argentine        | Écosse           | Îles Cook  | –              |
| 2004-2005 | Hong Kong Stadium, Hong Kong | Fidji            | 29 – 19 | Nouvelle-Zélande | Samoa            | Italie     | –              |
| 2005-2006 | Hong Kong Stadium, Hong Kong | Angleterre       | 26 – 24 | Fidji            | Pays de Galles   | Chine      | –              |
| 2006-2007 | Hong Kong Stadium, Hong Kong | Samoa            | 27 – 22 | Fidji            | Pays de Galles   | Russie     | –              |
| 2007-2008 | Hong Kong Stadium, Hong Kong | Nouvelle-Zélande | 26 – 12 | Afrique du Sud   | France           | Russie     | –              |
| 2008-2009 | Hong Kong Stadium, Hong Kong | Fidji            | 26 – 24 | Afrique du Sud   | Tonga            | Portugal   | –              |
| 2009-2010 | Hong Kong Stadium, Hong Kong | Samoa            | 26 – 24 | Nouvelle-Zélande | Australie        | Canada     | Hong Kong      |
| 2010-2011 | Hong Kong Stadium, Hong Kong | Nouvelle-Zélande | 29 – 17 | Angleterre       | Afrique du Sud   | Canada     | Kenya          |
| 2011-2012 | Hong Kong Stadium, Hong Kong | Fidji            | 35 – 28 | Nouvelle-Zélande | Samoa            | Kenya      | Canada         |
| 2012-2013 | Hong Kong Stadium, Hong Kong | Fidji            | 26 – 19 | Pays de Galles   | Samoa            | Angleterre | France         |
| 2013-2014 | Hong Kong Stadium, Hong Kong | Nouvelle-Zélande | 26 – 7  | Angleterre       | Afrique du Sud   | Écosse     | Kenya          |
| 2014-2015 | Hong Kong Stadium, Hong Kong | Fidji            | 33 – 19 | Nouvelle-Zélande | Australie        | Écosse     | Kenya          |
| 2015-2016 | Hong Kong Stadium, Hong Kong | Fidji            | 21 – 7  | Nouvelle-Zélande | Angleterre       | Argentine  | Russie         |
| 2016-2017 | Hong Kong Stadium, Hong Kong | Fidji            | 22 – 0  | Afrique du Sud   | Nouvelle-Zélande | Écosse     | Japon          |
| 2017-2018 | Hong Kong Stadium, Hong Kong | Fidji            | 24 – 12 | Kenya            | Argentine        | France     | Pays de Galles |
| 2018-2019 | Hong Kong Stadium, Hong Kong | Fidji            | 21 – 7  | France           | Argentine        | Écosse     | Espagne        |

### Tournoi de qualification
- 2012 :  Canada[N 2]
- 2013 :  Zimbabwe[N 3]
- 2014 :  Japon
- 2015 :  Russie
- 2016 :  Japon
- 2017 :  Espagne
- 2018 :  Japon
- 2019 :  Irlande

### Statistiques par équipe
| Équipes          | Titres | Première et dernière victoire |
| ---------------- | ------ | ----------------------------- |
| Fidji            | 9      | 2005-2019                     |
| Nouvelle-Zélande | 5      | 2000-2014                     |
| Angleterre       | 4      | 2002-2006                     |
| Samoa            | 2      | 2007-2010                     |

## Personnalités
En 2015, pour les 40 ans de l'histoire du tournoi, la fédération hongkongaise de rugby créé un Magnificent Sevens qui récompense les sept ayant le plus marqués l'histoire du tournoi.
- Jonah Lomu
- Christian Cullen
- Eric Rush
- Ben Gollings
- Waisale Serevi
- David Campese
- Johnny Zhang